# Russenknikkertje
Het russenknikkertje (Phyllachora therophila) is een schimmel behorend tot de familie Phyllachoraceae. Het komt voor in oevervegetatie en rietlanden. Hij leeft saprotroof op russen.

## Verspreiding
In Nederland komt het russenknikkertje uiterst zeldzaam voor.